# やの雪
やの雪 （やのゆき、yano yuki）は、日本のテルミン奏者。

## プロフィール
幼少の頃よりクラシックバレエ、モダンダンス、パントマイムを学ぶ。
美術学校卒業後は、個展、グループ展など芸術活動を行いながら、アート、音楽、そしてダンスを融合させた芸術集団「萬金蝶」を結成。舞台芸術をはじめ作曲、歌、ダンスによる独自のパフォーミングスタイルを創り上げていく。
その後、アカペラでのボーカルパフォーマンスを始め、運命のテルミンと出会う。
やの雪にとってテルミンとは単なる楽器ではなく、多次元を超える意識を融合させ、見えない空間を踊り描く心象のドローイングである。過去に経験してきた様々な要素はテルミンによって一つになり、現在新たな次元に向かって進んでいる。

## CD
- 「eyemoon／やの雪&Aeon」（2001年、ビクターエンタテインメント）。